# Dysphania contraria
Dysphania contraria är en fjärilsart som beskrevs av Walker 1864. Dysphania contraria ingår i släktet Dysphania och familjen mätare. Inga underarter finns listade i Catalogue of Life.